# Liang Shan Bo yu Zhu Ying Tai
The Love Eterne (în chineză: 梁山伯與祝英台; pinyin : Liang Shan Bo yu Zhu Ying Tai, lit. „Liang Shan Bo și Zhu Ying Tai”) este un film muzical din Hong Kong din 1963, din rândul operelor Huangmei, regizat de Li Han Hsing. Acesta are la bază povestea clasică chinezească Fluturii îndrăgostiți, considerată adesea ori Romeo și Julieta Orientului îndepărtat. Filmul a fost selectat ca reprezentant al Hong Kong-ului pentru   „cel mai bun film străin”  la decernarea premiilor Oscar din 1963, însă nu a fost acceptat ca nominalizat.

## Distribuție
- Zhu Ying Tai: Betty Loh Ti
- Liang Shan Bo: Ivy Ling Po
- Ying Hsin: - Ren Jie
- Si Jiu: - Li Kun
- Old Master Zhu: Ching Miao
- Madam Zhu: Chen Yen-yen
- Headmaster: Yang Chih-ching
- Headmaster's wife: Kao Pao-shu
- Extra: Jackie Chan (nemenționat)